# Quattro Giorni di Dunkerque 1978
La Quattro Giorni di Dunkerque 1978, ventiquattresima edizione della corsa, si svolse dal 3 al 7 maggio su un percorso di 996 km ripartiti in 5 tappe (la seconda e la quinta suddivise in due semitappe), con partenza e arrivo a Dunkerque. Fu vinta dal belga Freddy Maertens della Flandria-Velda-Lano davanti al francese Jean-Pierre Danguillaume e all'olandese Gerrie Knetemann.

## Tappe
| Tappa  | Data     | Percorso                                                  | km   | Vincitore di tappa       | Leader cl. generale |
| ------ | -------- | --------------------------------------------------------- | ---- | ------------------------ | ------------------- |
| 1ª     | 3 maggio | Dunkerque > San Quintino                                  | 220  | Serge Beucherie          | Serge Beucherie     |
| 2ª-1ª  | 4 maggio | Éclassan > Villeneuve-d'Ascq                              | 129  | Freddy Maertens          | Serge Beucherie     |
| 2ª-2ª  | 4 maggio | Villeneuve-d'Ascq > Villeneuve-d'Ascq (cron. individuale) | 14,6 | Freddy Maertens          | Freddy Maertens     |
| 3ª     | 5 maggio | Villeneuve-d'Ascq > Saint-Amand-les-Eaux                  | 210  | Dirk Heirweg             | Freddy Maertens     |
| 4ª     | 6 maggio | Saint-Amand-les-Eaux > Poperinge                          | 205  | Jan Raas                 | Freddy Maertens     |
| 5ª-1ª  | 7 maggio | Poperinge > Dunkerque                                     | 125  | Jean-Pierre Danguillaume | Freddy Maertens     |
| 5ª-2ª  | 7 maggio | Dunkerque > Dunkerque                                     | 92   | Barry Hoban              | Freddy Maertens     |
| Totale | Totale   | Totale                                                    | 996  |                          |                     |

## Dettagli delle tappe

### 1ª tappa
- 3 maggio: Dunkerque > San Quintino – 220 km

| Pos. | Corridore         | Squadra | Tempo    |
| ---- | ----------------- | ------- | -------- |
| 1    | Serge Beucherie   | Fiat    | 5h41'39" |
| 2    | Bernard Osmont    | Jobo    | a 5"     |
| 3    | Jacques Esclassan | Peugeot | a 9"     |

| Pos. | Corridore       | Squadra | Tempo |
| ---- | --------------- | ------- | ----- |
| 1    | Serge Beucherie | Fiat    |       |

### 2ª tappa - 1ª semitappa
- 4 maggio: Éclassan > Villeneuve-d'Ascq – 129 km

| Pos. | Corridore         | Squadra    | Tempo    |
| ---- | ----------------- | ---------- | -------- |
| 1    | Freddy Maertens   | Flandria   | 2h43'16" |
| 2    | Piet van Katwijk  | TI-Raleigh | s.t.     |
| 3    | Jacques Esclassan | Peugeot    | s.t.     |

| Pos. | Corridore       | Squadra | Tempo |
| ---- | --------------- | ------- | ----- |
| 1    | Serge Beucherie | Fiat    |       |

### 2ª tappa - 2ª semitappa
- 4 maggio: Villeneuve-d'Ascq > Villeneuve-d'Ascq (cron. individuale) – 14,6 km

| Pos. | Corridore        | Squadra    | Tempo |
| ---- | ---------------- | ---------- | ----- |
| 1    | Freddy Maertens  | Flandria   |       |
| 2    | Gerrie Knetemann | TI-Raleigh | a 1"  |
| 3    | Gregor Braun     | Peugeot    | a 18" |

| Pos. | Corridore       | Squadra  | Tempo |
| ---- | --------------- | -------- | ----- |
| 1    | Freddy Maertens | Flandria |       |

### 3ª tappa
- 5 maggio: Villeneuve-d'Ascq > Saint-Amand-les-Eaux – 210 km

| Pos. | Corridore        | Squadra    | Tempo    |
| ---- | ---------------- | ---------- | -------- |
| 1    | Dirk Heirweg     | Flandria   | 5h14'27" |
| 2    | Aad van den Hoek | TI-Raleigh | a 4'17"  |
| 3    | Piet van Katwijk | TI-Raleigh | a 4'20"  |

| Pos. | Corridore       | Squadra  | Tempo |
| ---- | --------------- | -------- | ----- |
| 1    | Freddy Maertens | Flandria |       |

### 4ª tappa
- 6 maggio: Saint-Amand-les-Eaux > Poperinge – 205 km

| Pos. | Corridore         | Squadra    | Tempo    |
| ---- | ----------------- | ---------- | -------- |
| 1    | Jan Raas          | TI-Raleigh | 5h17'33" |
| 2    | Régis Delepine    | Peugeot    | s.t.     |
| 3    | Jacques Esclassan | Peugeot    | s.t.     |

| Pos. | Corridore       | Squadra  | Tempo |
| ---- | --------------- | -------- | ----- |
| 1    | Freddy Maertens | Flandria |       |

### 5ª tappa - 1ª semitappa
- 7 maggio: Poperinge > Dunkerque – 125 km

| Pos. | Corridore                | Squadra  | Tempo    |
| ---- | ------------------------ | -------- | -------- |
| 1    | Jean-Pierre Danguillaume | Peugeot  | 3h16'15" |
| 2    | Freddy Maertens          | Flandria | s.t.     |
| 3    | André Mollet             | Miko     | s.t.     |

| Pos. | Corridore       | Squadra  | Tempo |
| ---- | --------------- | -------- | ----- |
| 1    | Freddy Maertens | Flandria |       |

### 5ª tappa - 2ª semitappa
- 7 maggio: Dunkerque > Dunkerque – 92 km

| Pos. | Corridore        | Squadra    | Tempo    |
| ---- | ---------------- | ---------- | -------- |
| 1    | Barry Hoban      | Miko       | 2h18'20" |
| 2    | Piet van Katwijk | TI-Raleigh | s.t.     |
| 3    | Régis Delepine   | Peugeot    | s.t.     |

| Pos. | Corridore                | Squadra    | Tempo     |
| ---- | ------------------------ | ---------- | --------- |
| 1    | Freddy Maertens          | Flandria   | 24h23'44" |
| 2    | Jean-Pierre Danguillaume | Peugeot    | a 49"     |
| 3    | Gerrie Knetemann         | TI-Raleigh | a 4'56"   |

## Classifiche finali

### Classifica generale
| Pos. | Corridore                | Squadra                   | Tempo     |
| ---- | ------------------------ | ------------------------- | --------- |
| 1    | Freddy Maertens          | Flandria-Velda-Lano       | 24h23'44" |
| 2    | Jean-Pierre Danguillaume | Peugeot-Esso-Michelin     | a 49"     |
| 3    | Gerrie Knetemann         | Ti-Raleigh-Mc Gregor      | a 4'56"   |
| 4    | Jean-Luc Vandenbroucke   | Peugeot-Esso-Michelin     | a 5'17"   |
| 5    | Barry Hoban              | Miko-Mercier-Hutchinson   | a 5'21"   |
| 6    | Joop Zoetemelk           | Miko-Mercier-Hutchinson   | a 5'33"   |
| 7    | Jan Raas                 | Ti-Raleigh-Mc Gregor      | a 5'38"   |
| 8    | Jean-François Pescheux   | Jobo-Superia-La Roue d'Or | a 6'00"   |
| 9    | Serge Beucherie          | Fiat                      | a 6'04"   |
| 10   | Jacques Esclassan        | Peugeot-Esso-Michelin     | a 6'17"   |